# China Shipping Group
China Shipping (Group) Company — китайская судоходная компания. Образована 1 июля 1997 в Шанхае (КНР).
Компания является одним из центральных государственных предприятий (Central SOE) Китая и находится под управлением Комитета по контролю и управлению государственным имуществом Китая (SASAC).
Компания представляет собой сверхкрупный конгломерат транспортных компаний, действующих на разных континентах.
Под эгидой China Shipping состоят пять специализированных коммерческих флотов — танкеры, балкеры, контейнеровозы, пассажирские суда и суда для специальных грузов. Всего свыше 440 судов суммарным дедвейтом свыше 15 миллионов тонн и годовым объёмом перевозок свыше 270 миллионов тонн.
China Shipping ведёт свою деятельность в различных сферах объединённой логистики, транспортных и терминальных операций, финансов и инвестиций, организации труда, снабжения и коммерции, информационных технологий.

## Структура
Компания включает в себя: головной офис; 24 дочерних компании со 100%-м участием; 3 дочерних компании, акции которых размещены на бирже; 3 совместных предприятия.
За пределами Китая основано более 260 филиалов и отделений.
3 дочерних компании, акции которых размещены на бирже:
- China Shipping Haisheng Co., Ltd
- China Shipping Development Co., Ltd — крупнейший в Китае перевозчик нефти, а также иного сырья: угля, цемента, железной руды и других материалов.
- China Shipping Container Lines Co., Ltd (CSCL) — является специализированной корпорацией по морским контейнерным перевозкам. Компания оказывает услуги транспортировки различными видами транспорта, а также услуги хранения, перегрузки грузов, оформления таможенных документов и контейнерное отслеживание. На ноябрь 2006 год современный флот CSCL состоял из 151 контейнерного судна с полной операционной способностью в 408 546 TEUs. Компания предлагает транспортировку по международным маршрутам между Китаем и Японией, Кореей, Таиландом, Филиппинами, Индонезией, Австралией, Средиземным морем, США, Европой.

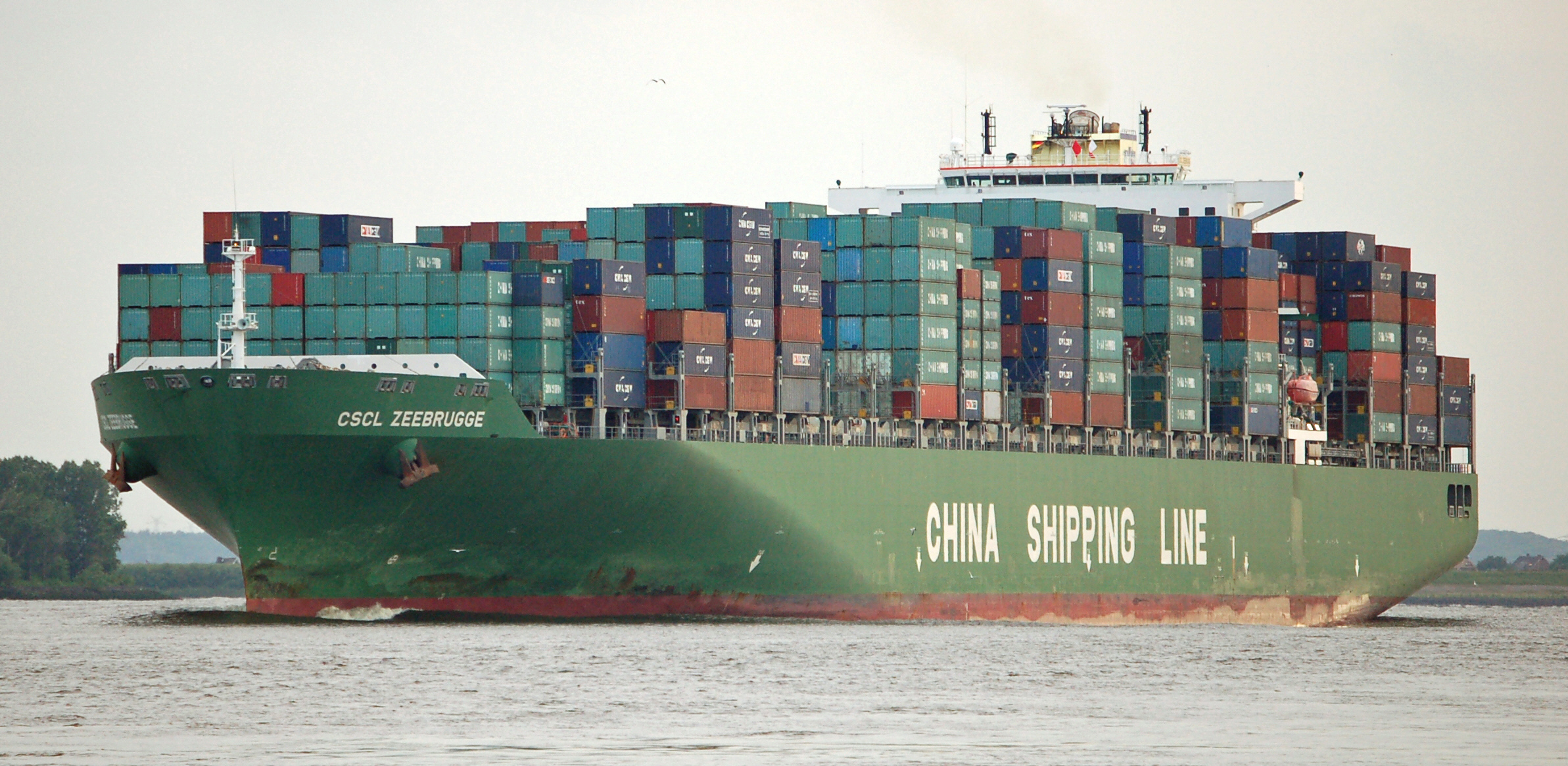
CSCL Zeebrugge
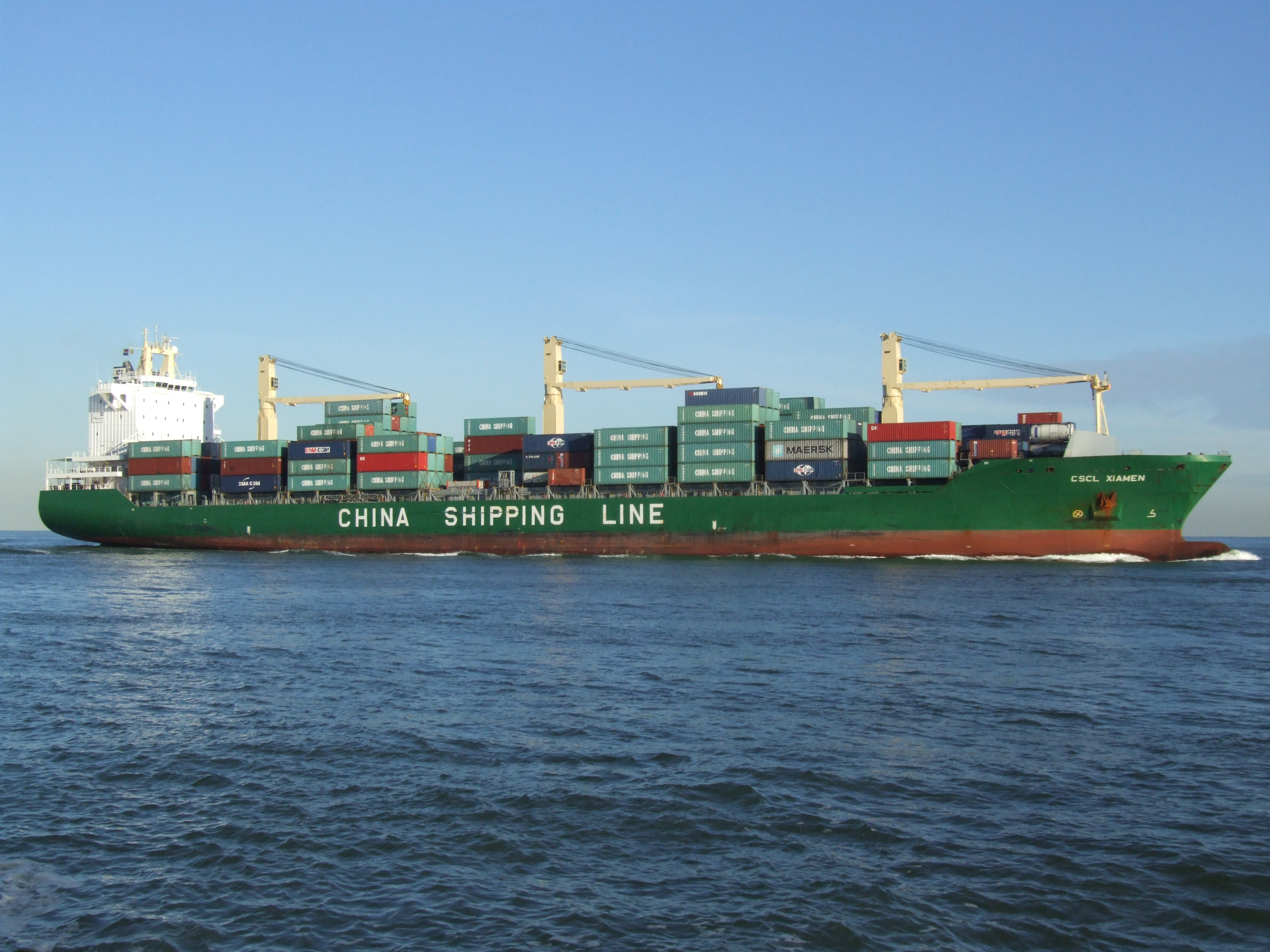
CSCL Xiamen
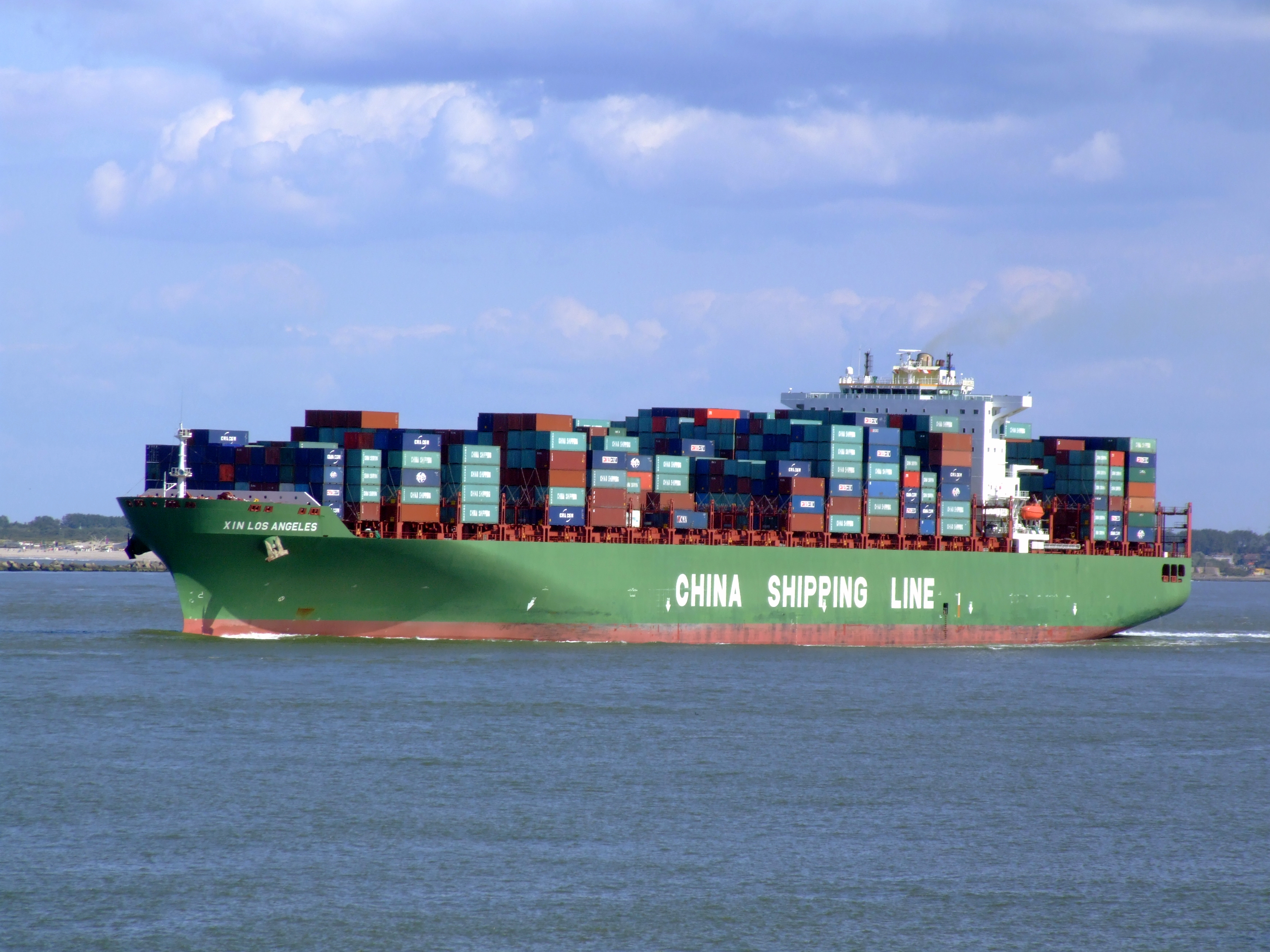
Xin Los Angeles
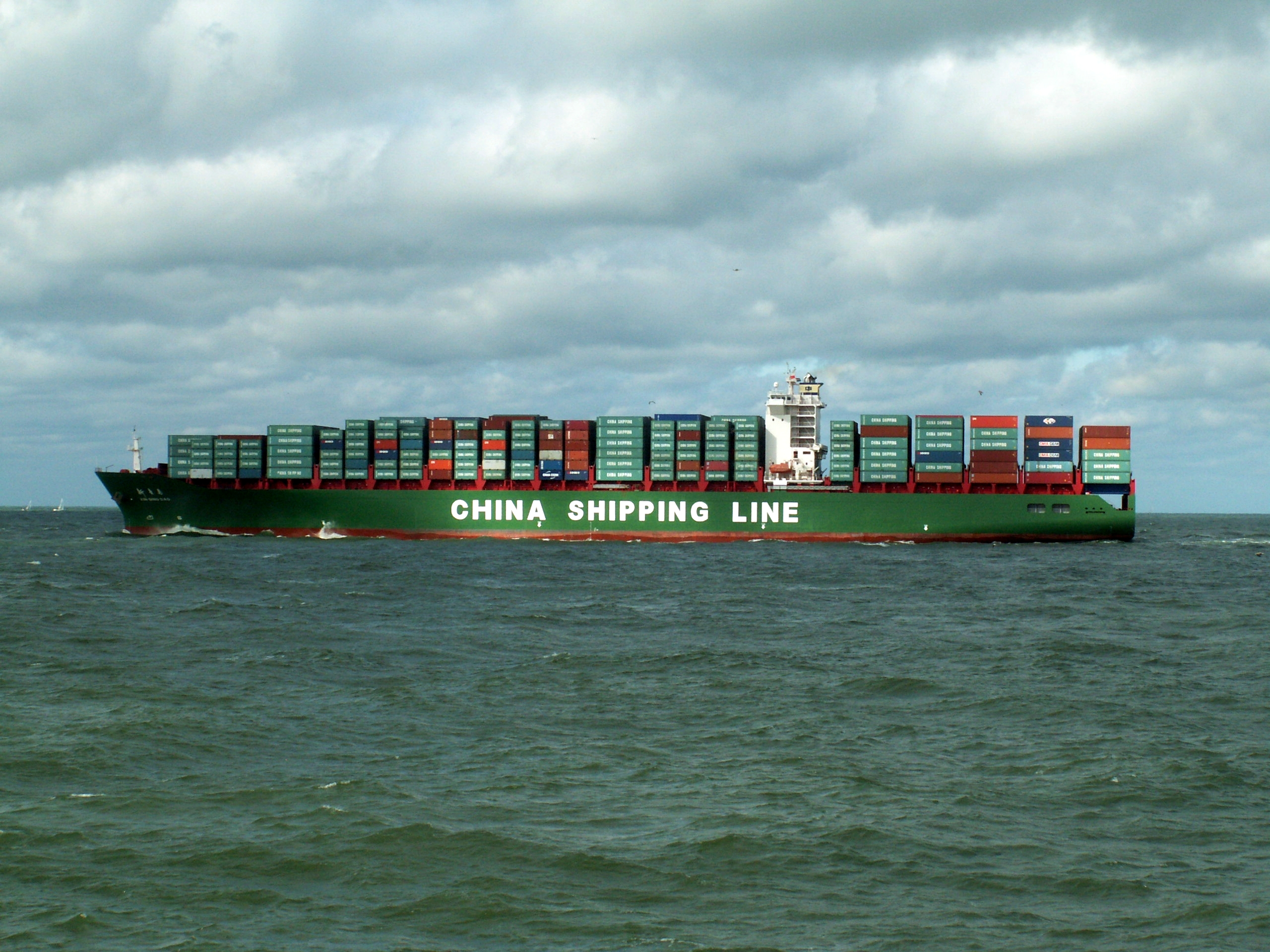
Xin Qing Dao

## Сайты
China Shipping Agency (Russia) Co.Ltd.